# Kortikotropin-oslobađajući hormonski receptor 1
Kortikotropin-oslobađajući hormonski receptor 1 (CRHR1) je protein koji je kod ljudi kodiran  genom.

## Funkcija
Kortikotropin-oslobađajući hormonski receptor vezuje kortikotropin-oslobađajući hormon, potentan posrednik endokrinog, autonomnog, i imunskog responsa na stres.
Kod miševa CRF1 receptori posreduju etanolno pojačanje GABAergične sinaptičke transmisije.

## Klinički značaj
Varijacije CRHR1 gena su povezane za povećanjem odgovora na inhalacionu kortikosteroidnu terapiju kod astme. Antagonisti CRF1 receptora se aktivno ispituju kao mogući tretman za depresiju i anksioznost.

## Interakcije
Za kortikotropin-oslobađajući hormonski receptor 1 je pokazano da interaguje sa kortikotropin-oslobađajućim hormonom i urokortinom.

## Literatura
- Taché Y, Martinez V, Wang L, Million M (2004). „CRF1 receptor signaling pathways are involved in stress-related alterations of colonic function and viscerosensitivity: implications for irritable bowel syndrome.”. Br. J. Pharmacol. 141 (8): 1321—30. PMC 1574904 . PMID 15100165. doi:10.1038/sj.bjp.0705760.
- McLean M; Bisits A; Davies J;  . (1995). „A placental clock controlling the length of human pregnancy.”. Nat. Med. 1 (5): 460—3. PMID 7585095. doi:10.1038/nm0595-460.
- Polymeropoulos MH; Torres R; Yanovski JA;  . (1995). „The human corticotropin-releasing factor receptor (CRHR) gene maps to chromosome 17q12-q22.”. Genomics. 28 (1): 123—4. PMID 7590738. doi:10.1006/geno.1995.1118.
- Chen R, Lewis KA, Perrin MH, Vale WW (1993). „Expression cloning of a human corticotropin-releasing-factor receptor.”. Proc. Natl. Acad. Sci. U.S.A. 90 (19): 8967—71. PMC 47482 . PMID 7692441. doi:10.1073/pnas.90.19.8967.
- Ross PC, Kostas CM, Ramabhadran TV (1995). „A variant of the human corticotropin-releasing factor (CRF) receptor: cloning, expression and pharmacology.”. Biochem. Biophys. Res. Commun. 205 (3): 1836—42. PMID 7811272. doi:10.1006/bbrc.1994.2884.
- Opdenakker G; Fiten P; Nys G;  . (1994). „The human MCP-3 gene (SCYA7): cloning, sequence analysis, and assignment to the C-C chemokine gene cluster on chromosome 17q11.2-q12.”. Genomics. 21 (2): 403—8. PMID 7916328. doi:10.1006/geno.1994.1283.
- Vita N; Laurent P; Lefort S;  . (1993). „Primary structure and functional expression of mouse pituitary and human brain corticotrophin releasing factor receptors.”. FEBS Lett. 335 (1): 1—5. PMID 8243652. doi:10.1016/0014-5793(93)80427-V.
- Donaldson CJ; Sutton SW; Perrin MH;  . (1996). „Cloning and characterization of human urocortin.”. Endocrinology. 137 (5): 2167—70. PMID 8612563. doi:10.1210/en.137.5.2167.
- Liaw CW; Grigoriadis DE; Lovenberg TW;  . (1997). „Localization of ligand-binding domains of human corticotropin-releasing factor receptor: a chimeric receptor approach.”. Mol. Endocrinol. 11 (7): 980—5. PMID 9178757. doi:10.1210/me.11.7.980.
- Asakura H, Zwain IH, Yen SS (1997). „Expression of genes encoding corticotropin-releasing factor (CRF), type 1 CRF receptor, and CRF-binding protein and localization of the gene products in the human ovary.”. J. Clin. Endocrinol. Metab. 82 (8): 2720—5. PMID 9253360. doi:10.1210/jc.82.8.2720.
- Gottowik J; Goetschy V; Henriot S;  . (1998). „Labelling of CRF1 and CRF2 receptors using the novel radioligand, [3H]-urocortin.”. Neuropharmacology. 36 (10): 1439—46. PMID 9423932. doi:10.1016/S0028-3908(97)00098-1.
- Grammatopoulos D; Dai Y; Chen J;  . (1998). „Human corticotropin-releasing hormone receptor: differences in subtype expression between pregnant and nonpregnant myometria.”. J. Clin. Endocrinol. Metab. 83 (7): 2539—44. PMID 9661640. doi:10.1210/jc.83.7.2539.
- Sakai K; Yamada M; Horiba N;  . (1998). „The genomic organization of the human corticotropin-releasing factor type-1 receptor.”. Gene. 219 (1-2): 125—30. PMID 9757017. doi:10.1016/S0378-1119(98)00322-9.
- Grammatopoulos DK; Dai Y; Randeva HS;  . (2000). „A novel spliced variant of the type 1 corticotropin-releasing hormone receptor with a deletion in the seventh transmembrane domain present in the human pregnant term myometrium and fetal membranes.”. Mol. Endocrinol. 13 (12): 2189—202. PMID 10598591. doi:10.1210/me.13.12.2189.
- Lewis K; Li C; Perrin MH;  . (2001). „Identification of urocortin III, an additional member of the corticotropin-releasing factor (CRF) family with high affinity for the CRF2 receptor.”. Proc. Natl. Acad. Sci. U.S.A. 98 (13): 7570—5. PMC 34709 . PMID 11416224. doi:10.1073/pnas.121165198.
- Perrin MH; Fischer WH; Kunitake KS;  . (2001). „Expression, purification, and characterization of a soluble form of the first extracellular domain of the human type 1 corticotropin releasing factor receptor.”. J. Biol. Chem. 276 (34): 31528—34. PMID 11425856. doi:10.1074/jbc.M101838200.
- Pisarchik A, Slominski AT (2002). „Alternative splicing of CRH-R1 receptors in human and mouse skin: identification of new variants and their differential expression.”. FASEB J. 15 (14): 2754—6. PMID 11606483. doi:10.1096/fj.01-0487fje.
- Graziani G; Tentori L; Portarena I;  . (2002). „CRH inhibits cell growth of human endometrial adenocarcinoma cells via CRH-receptor 1-mediated activation of cAMP-PKA pathway.”. Endocrinology. 143 (3): 807—13. PMID 11861501. doi:10.1210/en.143.3.807.
- Strausberg RL; Feingold EA; Grouse LH;  . (2003). „Generation and initial analysis of more than 15,000 full-length human and mouse cDNA sequences.”. Proc. Natl. Acad. Sci. U.S.A. 99 (26): 16899—903. PMC 139241 . PMID 12477932. doi:10.1073/pnas.242603899.
- King JS, Bishop GA (2003). „The distribution and cellular localization of CRF-R1 in the vermis of the postnatal mouse cerebellum.”. Exp. Neurol. 178 (2): 175—85. PMID 12504877. doi:10.1006/exnr.2002.8052.

## Spoljašnje veze
- „Corticotropin-releasing Factor Receptors: CRF1”. IUPHAR Database of Receptors and Ion Channels. International Union of Basic and Clinical Pharmacology. Архивирано из оригинала 20. 11. 2015. г.
- CRF+receptor+type+1 на 